# クレトラムナ

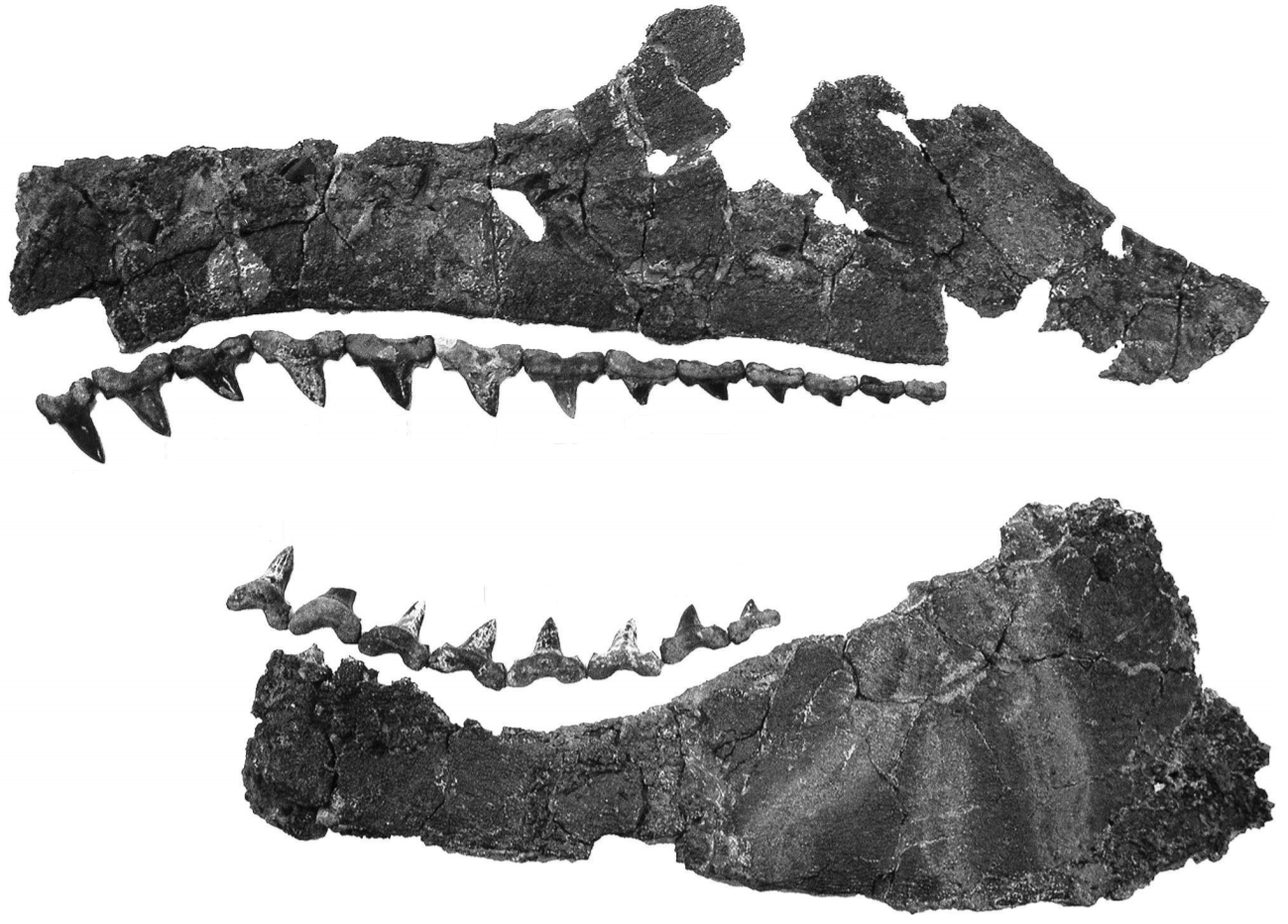
C. hattiniの顎と歯列

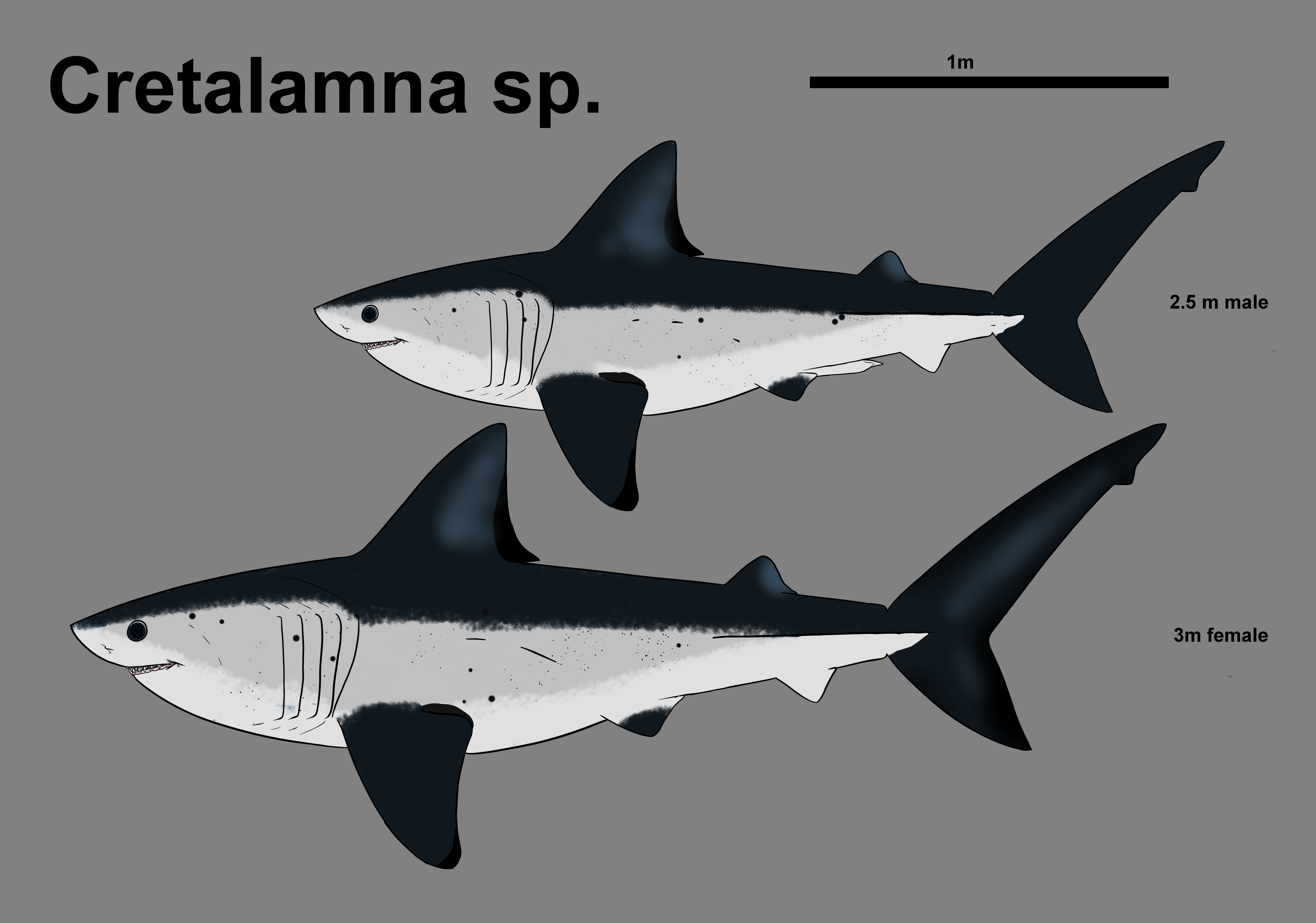
全身化石に基づく復元図

クレタラムナ（Cretalamna）は、ネズミザメ目オトドゥス科に属する、絶滅したサメの属である。クレトラムナ（Cretolamna）という綴りも多用されるが、より有効であるのはCretalamna属の方であるとされる。
これらのサメは白亜紀のアプチアンから始新世のヤプレシアンにかけて（1億1500万年前から4800万年前まで）生息していた。メガロドンをはじめとするOtodontidae科の最古の属であり、後続の種の祖先であると考えられている。この科の中では数少ない全身化石が知られる属である。
クレトラムナは、北アフリカ（モロッコ）、近東（ヨルダン）、および東海岸や北米中西部に広く分布していた 。 食料としては、大型の硬い魚やカメ、モササウルス、イカ、サメを捕食しており、中型の略奪的なサメであった。日本では福島県いわき市の双葉層群でフタバスズキリュウと一緒に歯の化石が発見されている。このことから集団で大きな獲物を捕食していたとされている。